# West Fork (Arkansas)
West Fork è un comune degli Stati Uniti d'America situata nello Stato dell'Arkansas, nella Contea di Washington.